# Harry Grey (Rennfahrer)

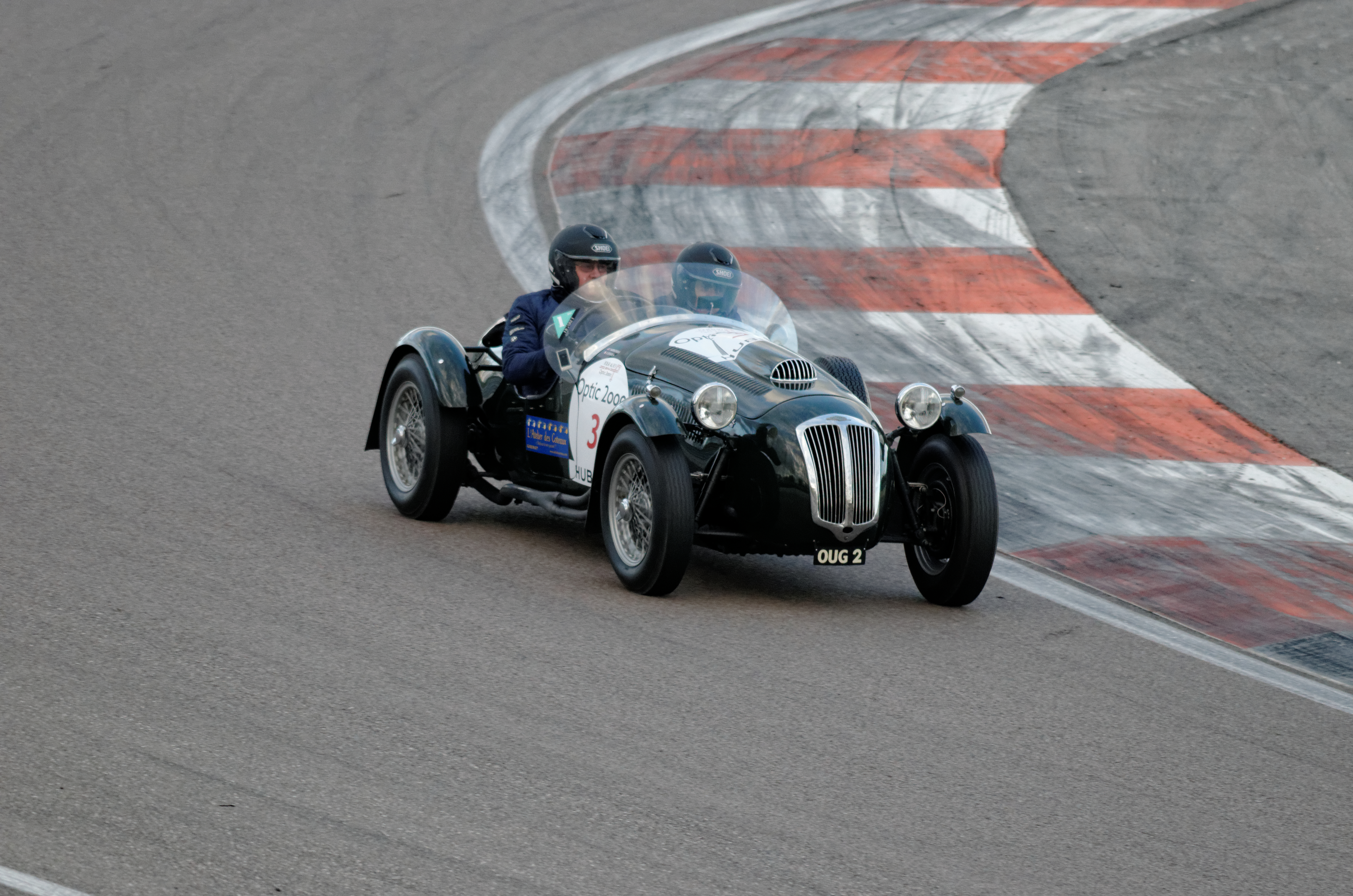
Frazer Nash LM, wie ihn Harry Grey 1952 in Sebring fuhr

Harold „Harry“ Grey war ein US-amerikanischer Autorennfahrer.

## Karriere als Rennfahrer
Harry Grey schrieb Motorsportgeschichte, als er 1952 gemeinsam mit Larry Kulok das erste 12-Stunden-Rennen von Sebring gewann. Das Duo bestritt das Rennen auf einem Frazer Nash LM Replica der 1930er-Jahre und siegte überraschend, nachdem der lange führende Ferrari 340 America von Bill Spear und Briggs Cunningham nach einem Aufhängungsschaden ausfiel. 
Grey fuhr bis Mitte der 1950er-Jahre Sportwagenrennen und erreichte mit dem vierten Rang in Sebring 1953 eine weitere Spitzenplatzierung bei diesem Langstreckenrennen.

## Statistik

### Sebring-Ergebnisse
| Jahr | Team             | Fahrzeug               | Teamkollege | Platzierung | Ausfallgrund |
| ---- | ---------------- | ---------------------- | ----------- | ----------- | ------------ |
| 1952 | Stuart Donaldson | Frazer Nash LM Replica | Larry Kulok | Gesamtsieg  |              |
| 1953 | David Hirsch     | Jaguar C-Type          | Bob Gegen   | Rang 4      |              |
| 1954 | George McClellan | Frazer Nash LM Replica | Larry Kulok | Ausfall     | Motorschaden |

### Einzelergebnisse in der Sportwagen-Weltmeisterschaft
| Saison | Team             | Rennwagen              | 1   | 2   | 3   | 4   | 5   | 6   | 7   |
| ------ | ---------------- | ---------------------- | --- | --- | --- | --- | --- | --- | --- |
| 1953   | David Hirsch     | Jaguar C-Type          | SEB | MIM | LEM | SPA | NÜR | RTT | CAP |
| 1953   | David Hirsch     | Jaguar C-Type          | 4   |     |     |     |     |     |     |
| 1954   | George McClellan | Frazer Nash LM Replica | BUA | SEB | MIM | LEM | RTT | CAP |     |
| 1954   | George McClellan | Frazer Nash LM Replica | DNF |     |     |     |     |     |     |